# Ульяновка (Кученяевское сельское поселение)
Ульяновка — упразднённый в 2003 году посёлок в Ардатовском районе Мордовии. Входил в состав Кученяевского сельского поселения.

## География
Располагался в верховье ручья Лепелей, в 6 км к северо-западу от села Кученяево.

## История
Основан в 1920-е годы. По данным 1931 года посёлок Ульяновский состоял из 12 дворов.
Упразднен 26 мая 2003 года.

## Население
По данным переписи 2002 года в посёлке отсутствовало постоянное население.

## Инфраструктура
Было личное подсобное хозяйство.

## Транспорт
Просёлочная дорога до посёлка Светотехника, где находится железнодорожная платформа Светотехника.